# Харанцы
Харанцы́ (бур. Харанса — сторожевой, дозорный) — деревня на острове Ольхон в Ольхонском районе Иркутской области. Входит в Хужирское муниципальное образование.

## География
Находится в 6,5 км к северо-востоку от центра сельского поселения — посёлка Хужир. В полукилометре западнее деревни расположен гражданский аэродром «Хужир».

## Население
| 2002 | 2010 | 2011 | 2012 |
| ---- | ---- | ---- | ---- |
| 78   | ↗97  | →97  | ↘96  |

По данным Всероссийской переписи, в 2010 году в деревне проживало 97 человек (53 мужчины и 44 женщины).